# کارلوس جولیو آروسمنا مونروی
کارلوس جولیو آروسمنا مونروی (انگلیسی: Carlos Julio Arosemena Monroy; زاده ۲۴ اوت ۱۹۱۹ – درگذشته ۵ مارس ۲۰۰۴) سیاستمدار و استاد دانشگاه اهل اکوادور بود. وی از ۷ نوامبر ۱۹۶۱ تا ۱۱ ژوئیه ۱۹۶۳ رئیس‌جمهور اکوادور بود.
کارلوس جولیو آروسمنا مونروی در ۵ مارس ۲۰۰۴، در سن ۸۴ سالگی درگذشت.